# 大雄寺 (高山市)
大雄寺（だいおうじ）は岐阜県高山市愛宕町にある浄土宗の寺院で、山号は東林山。飛騨国の触頭として高い地位を占め、飛騨匠による優れた建築が残る。

## 概要
創建年代不詳。鎌倉時代に吉城郡上広瀬（現在の高山市国府町上広瀬）に証空により建立されたと伝わる。1586年（天正14年）、源誉受徳上人を中興開山とし飛騨高山藩第6代藩主・金森長近より寺領の寄進を受け高山に移転。堂宇は名工・水間相模一族により築かれた。1813年（文化10年）に知恩院から香荘厳院の院号を得た。林香院や洞雲院など数箇寺の塔頭を有する。
1969年（昭和44年）に出火し多くの堂宇が消失する。
鐘楼は県指定文化財、山門は市指定文化財で、鐘楼、山門共に、飛騨の匠による優れた建築として日本遺産『飛騨匠の技・こころ －木とともに、今に引き継ぐ1300年－』の構成文化財となっている。

## 境内
- 山門 - 1807年（文化4年）再建。高山市指定文化財。日本遺産として認定されている[3] 。水間相模による高山市内唯一の楼門造。重層入母屋造の銅板葺で、梁間4.53m、桁行7.85m[4] 。カツラ材の12本の丸材を使用し、落し込み板で囲まれた仁王座前の南北が、透し菱形欄間になっている。
- 鐘楼 - 1689年（元禄2年）建立。岐阜県指定重要文化財。日本遺産として認定されている[5] 。松田又兵衛による飛騨地方最古の鐘楼。元は杮葺であったが1974年（昭和49年）の修理で銅平板葺となる[6]。
- 本堂 - 1762年（宝暦12年）の建立であったが、1969年（昭和44年）に焼失。1971年（昭和46年）再建。焼失した際に阿弥陀如来 の姿が浮かび上がったとされ、当時の新聞などで報道されている。
- 十王堂 - 十王石像が安置され、2009年（平成21年）内部壁面3面に地獄絵図障壁画が奉納されている[7]。
- 観音堂 - 1816年（文政3年）再建。屋根の形状が六角形で、百体観音が安置されている。
- 薬師如来坐像石像 - 1700年（元禄13年）造立。かつて疫病が流行り、庶民が薬を手に入れることができず、この薬師如来が持つ薬壺を少し削り飲むことで病を逃れたと伝わり、そのため、薬師如来の前腕部が無くなっている。また薬師如来前の石台の窪みは「菩薩の足跡」と呼ばれ、窪みに溜まる水をイボにつけると治ることから「イボの仏様」との通称がある[8]。

伽藍
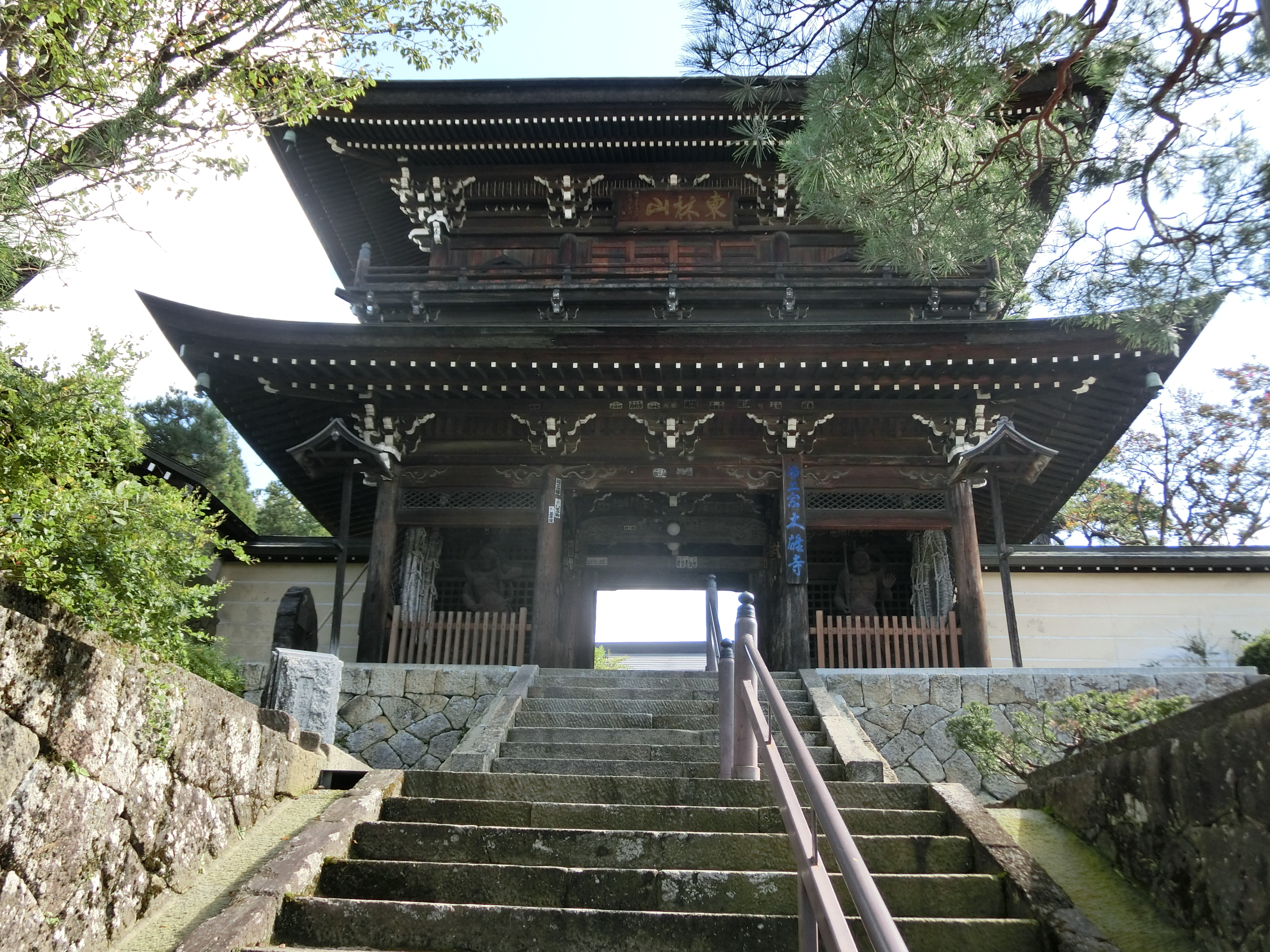
山門
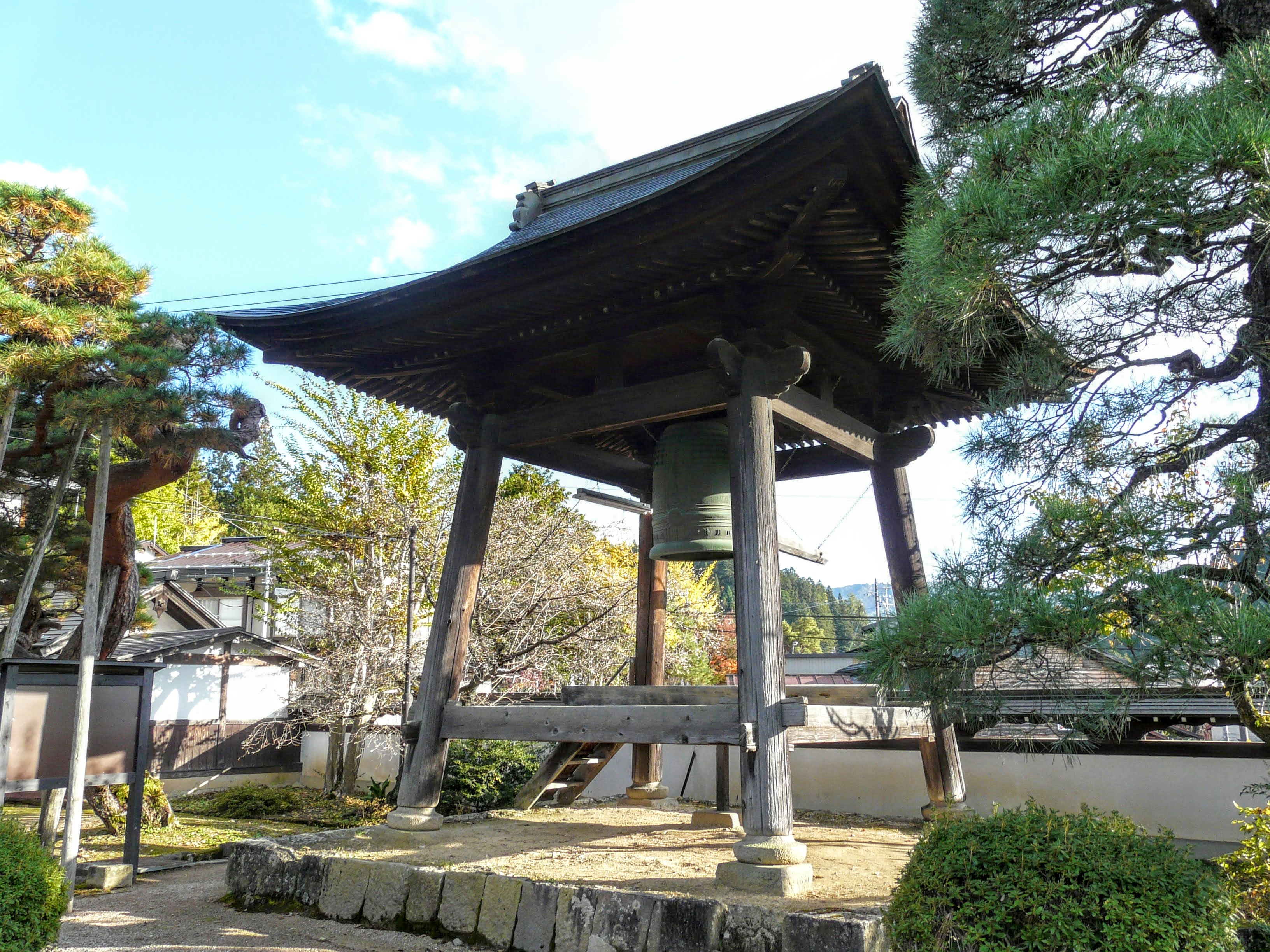
鐘楼
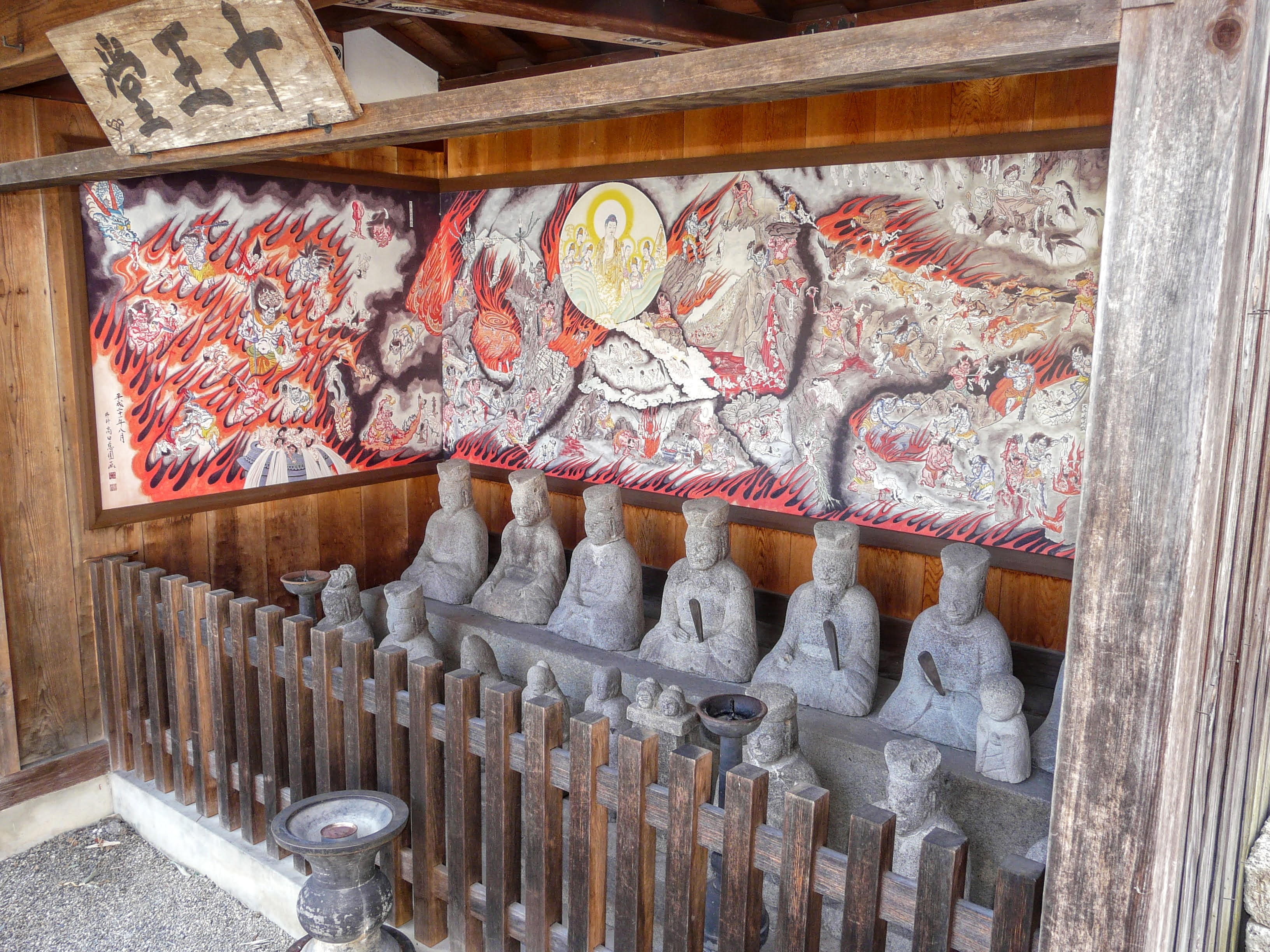
十王堂
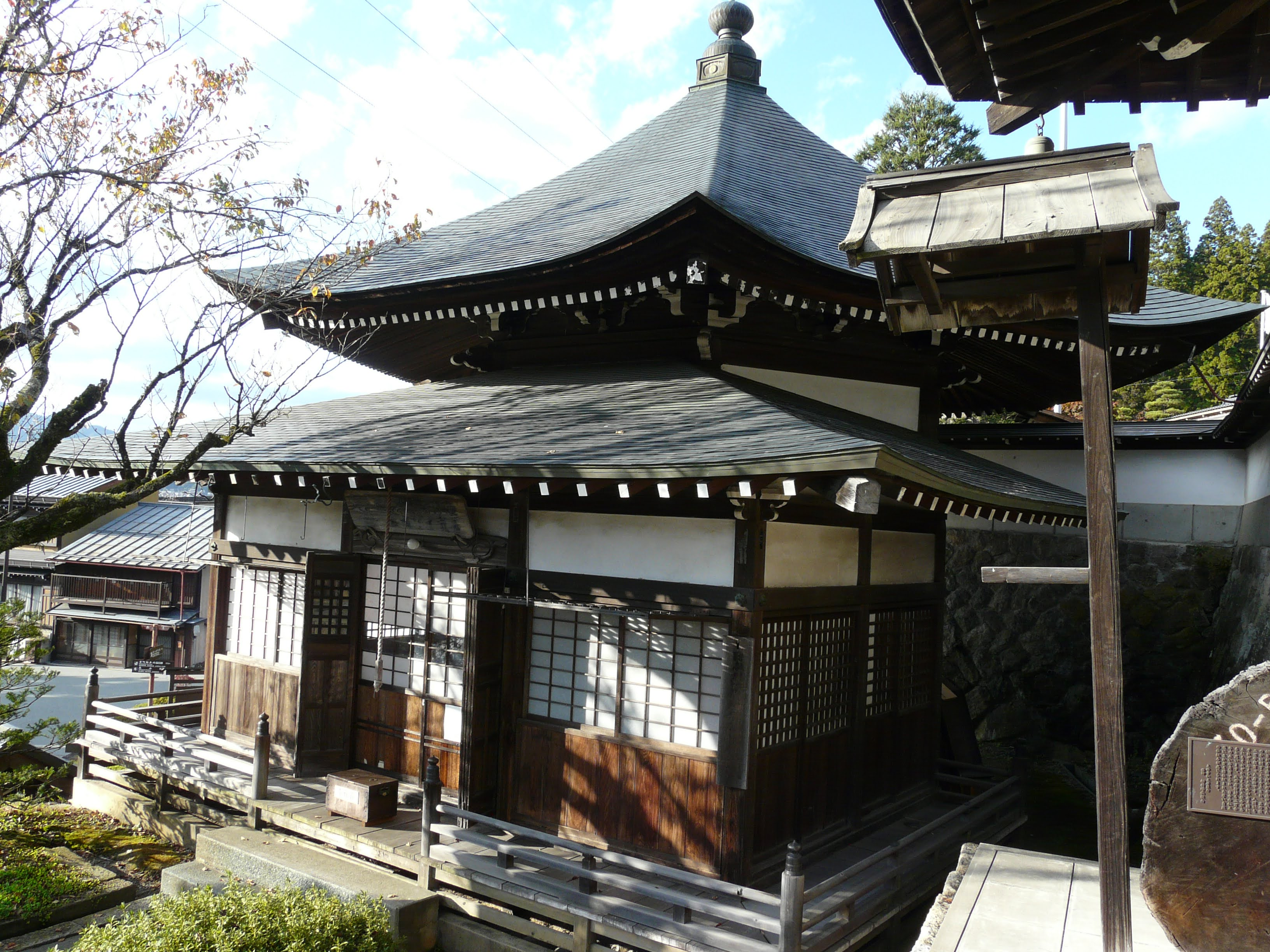
観音堂
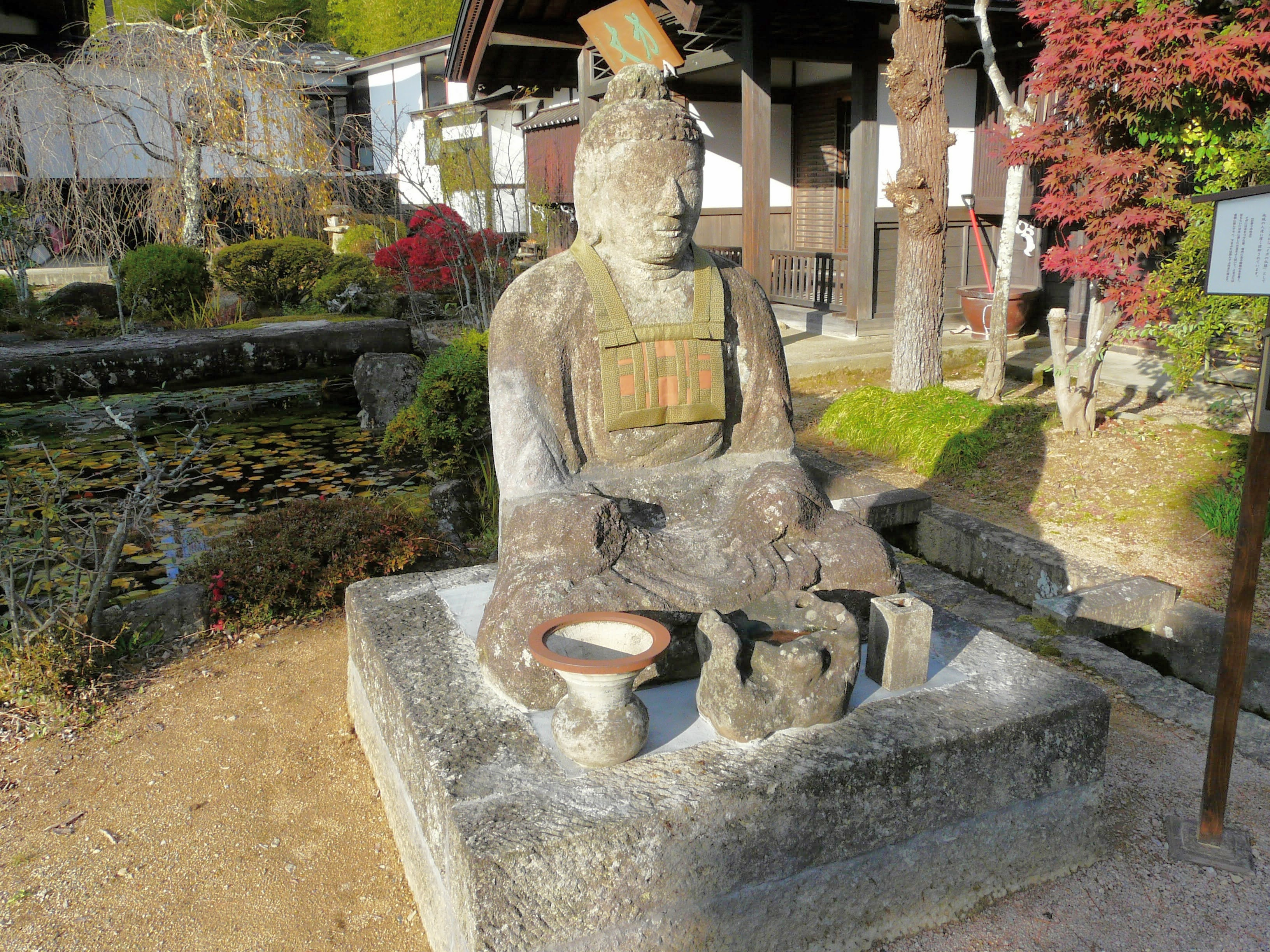
薬師如来
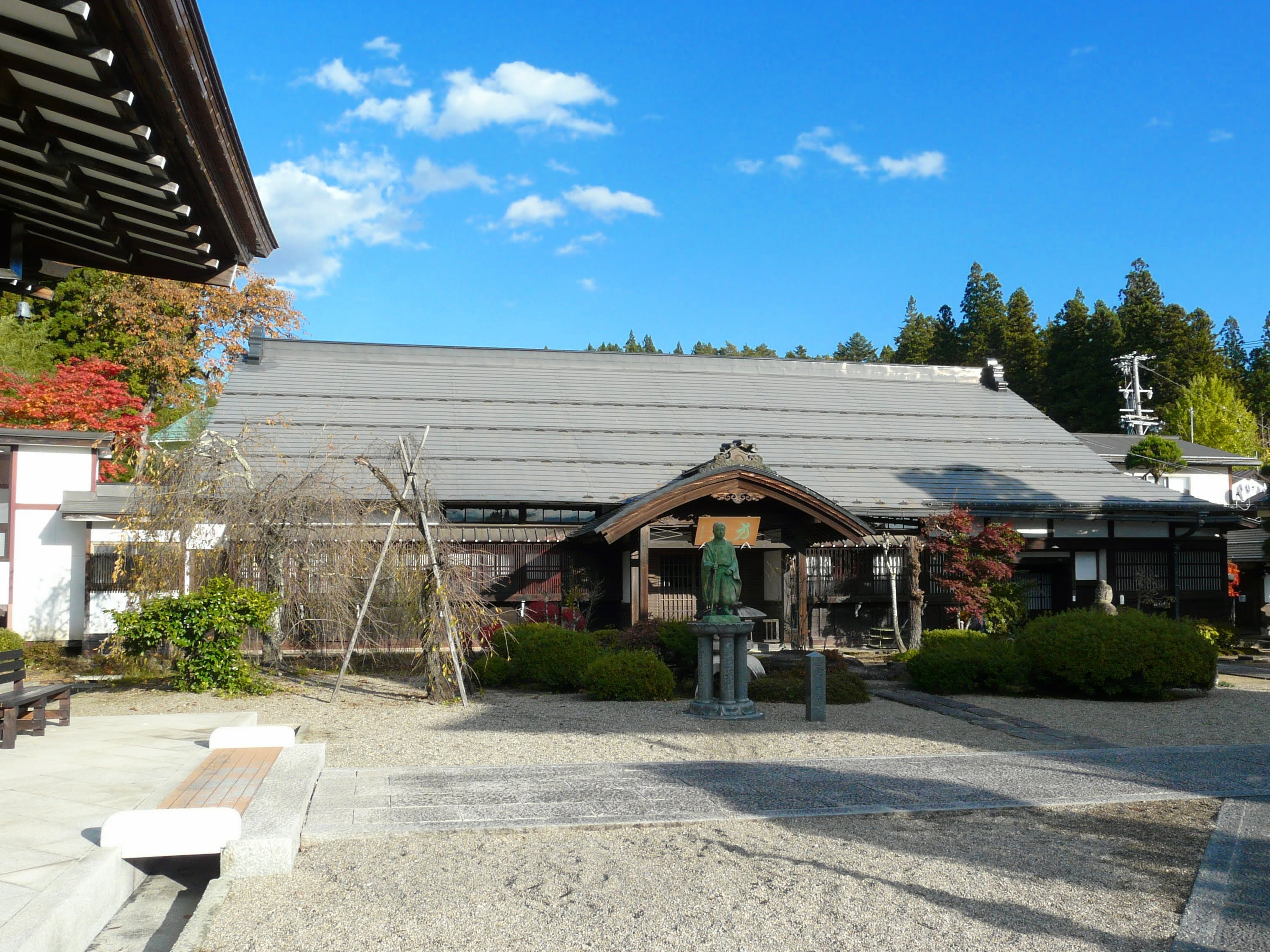
庫裏

## 寺宝
- 山越阿弥陀図
- 中将姫往相図
- 観経曼荼羅

## 日本遺産
山門と鐘楼が日本遺産「飛騨匠の技・こころ － 木とともに、今に引き継ぐ1300年 －」を構成する文化財の一部として認定されている。
- 山門 - 日本遺産「飛騨匠の技・こころ － 木とともに、今に引き継ぐ1300年 －」を構成する「水間相模の建築群」の文化財の一部として認定されている[9]。
- 鐘楼 - 日本遺産「飛騨匠の技・こころ － 木とともに、今に引き継ぐ1300年 －」を構成する「松田一門の建築群」の文化財の一部として認定されている[9] 。

## 文化財
県指定重要文化財
- 鐘楼 - 1973年（昭和48年）6月13日指定[6]。

高山市指定文化財
- 山門 - 1972年（昭和47年）9月18日指定[4]。